# 1712 az irodalomban

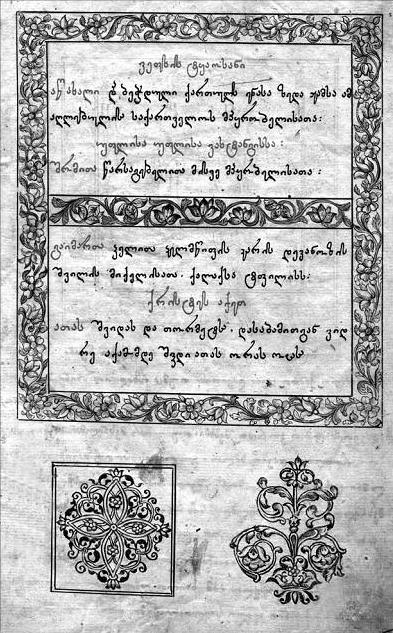
A párducbőrös lovag 1712-es kiadásának címlapja

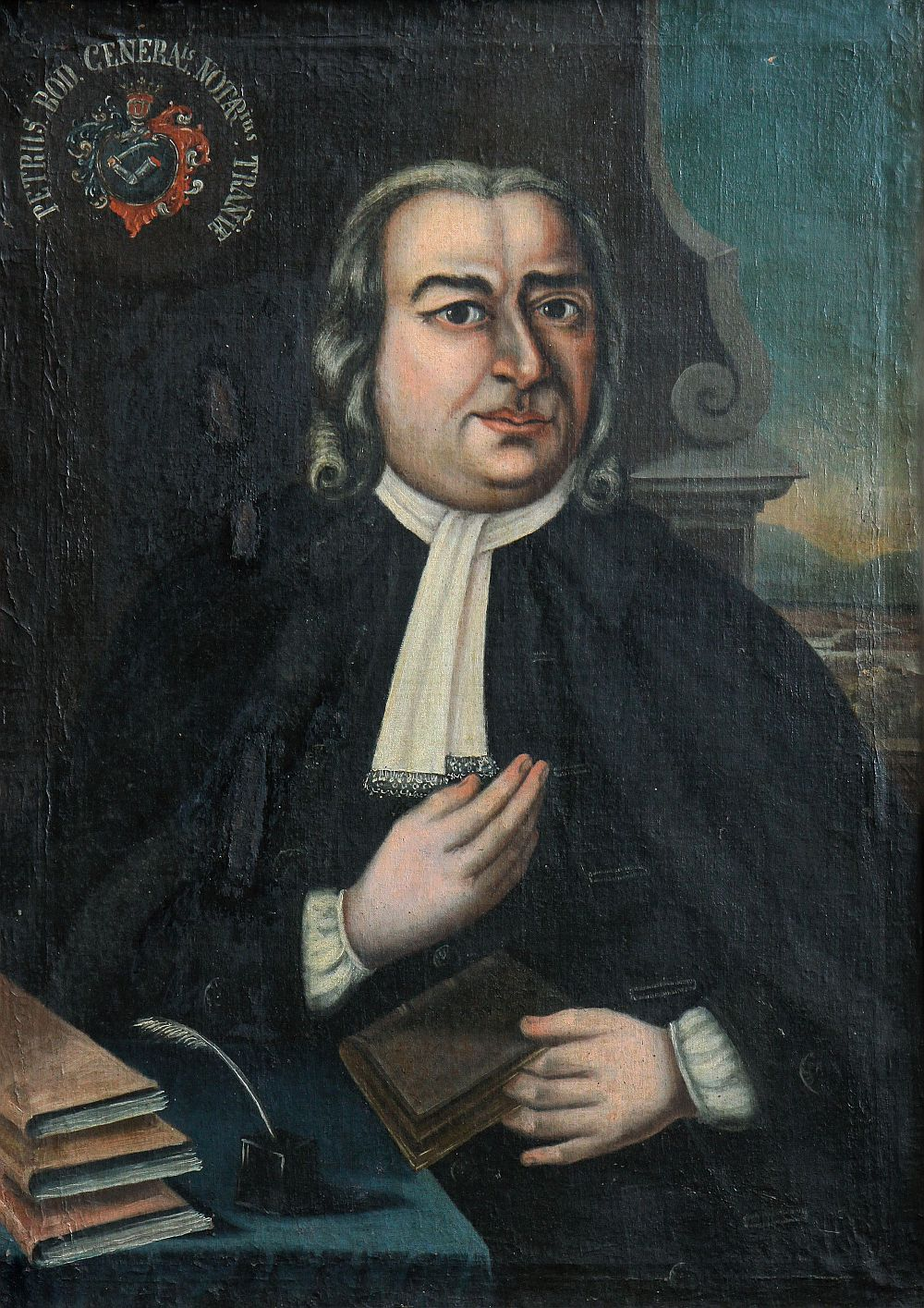
Bod Péter

Az 1701. év az irodalomban.

## Események
- Madridban V. Fülöp spanyol király megalapítja a Spanyol Nemzeti Könyvtárat (Biblioteca Nacional).
- Tifliszben kinyomtatják Sota Rusztaveli középkori grúz költő A párducbőrös (grúz nyelven: Vephisztkaoszani) című eposzát.

## Új művek
- Alexander Pope komikus eposza: Fürtrablás (The Rape of the Lock).

## Születések
- február 22. – Bod Péter református lelkész, irodalomtörténész, egyháztörténész, történész, író; „a késő barokk évtizedek legnagyobb magyar tudósa”[1] († 1769)
- június 28. – Jean-Jacques Rousseau svájci születésű francia író, filozófus, a felvilágosodás korának nagyhatású személyisége († 1778)
- december 25. – Pietro Chiari olasz író, színműíró († 1785)